# Fouquebrune

Fouquebrune este o comună în departamentul Charente, Franța. În 1 ianuarie 2022 avea o populație de 717 de locuitori.